# 金貞秀
金貞秀（1949年9月26日—），或譯金貞洙，韓國電視劇編劇，常見錯譯為金正秀。

## 作品

### 電視劇
- 1980年：MBC《第3教室（朝鲜语：제3교실）》[4]
- 1980年：MBC《勤儉家族（朝鲜语：알뜰가족）》
- 1980年：MBC《田園日記（朝鲜语：전원일기）》
- 1983年：MBC《姻緣之火》[5]
- 1985年：MBC《太陽在日出峰升起》[6]
- 1989年：MBC《冬之霧（朝鲜语：겨울 안개）》
- 1989年：MBC《幸福的女人（朝鲜语：행복한 여자 (1989년 드라마)）》
- 1993年：MBC《媽媽的大海（朝鲜语：엄마의 바다）》
- 1995年：MBC《戰爭與愛情（朝鲜语：전쟁과 사랑）》
- 1996年：MBC《醃鯖魚（朝鲜语：자반고등어）》
- 1995年：MBC《你和我》
- 1999年：SBS《波濤（朝鲜语：파도 (드라마)）》
- 2001年：MBC《那女人的家》
- 2003年：SBS《漂流的愛（朝鲜语：흐르는 강물처럼 (드라마)）》
- 2004年：MBC《漢江戀歌》
- 2006年：MBC《姊姊》
- 2008年：MBC《馬蘭屬（朝鲜语：쑥부쟁이 (드라마)）》
- 2008年：SBS《幸福百分百》
- 2010年：MBC《蒲公英家族》
- 2011年：SBS《如果明日來臨》
- 2013年：JTBC《老大》
- 2015年：MBC《媽媽》
- 2018年：MBC《富家公子》

### 電影
- 2005年：《拉麵人生》

## 獲獎
- 1983年：第10屆韓國放送大獎－TV劇本（《田園日記（朝鲜语：전원일기）》）[7][8]
- 1985年：MBC演技大獎－特別賞（《田園日記》）[9]
- 1998年：第25屆韓國放送大獎－作家賞（《你和我》）
- 2001年：MBC演技大獎－特別賞 作家部門（《那女人的家》）
- 2002年：百想藝術大獎－TV部門 劇本賞（《那女人的家》）
- 2008年：第35屆韓國放送大獎－作家賞（《馬蘭屬（朝鲜语：쑥부쟁이 (드라마)）》、《幸福百分百》）
- 2013年：第4屆大韓民國大眾文化藝術獎－文化勳章

## 外部連結
- NAVER搜索 （页面存档备份，存于）